# Pseudoderopeltis foveolata
Pseudoderopeltis foveolata es una especie de cucaracha del género Pseudoderopeltis, familia Blattidae.

## Descripción
Son de color marrón oscuro a marrón rojizo oscuro, y la quilla presenta serraciones dentadas y juntas. La quilla de la ooteca siempre apunta hacia el lado derecho en los especímenes examinados. Las ootecas miden entre 10.8-15.4 mm de largo y 3.5-3.7 mm de ancho. Durante la oviposición, la ooteca se mantiene plana, a diferencia de otras especies donde se mantiene erguida.

## Distribución
Esta especie se encuentra en Sudáfrica, Lesoto y Zimbabue.